# Семићи
Семићи су насељено мјесто у граду Лукавац, Босна и Херцеговина.

## Становништво
|             | 2013.        | 1991.         |
| Укупно      | 160 (100,0%) | 245 (100,0%)  |
| Бошњаци     | 149 (93,13%) | 240 (97,96%)1 |
| Муслимани   | 7 (4,375%)   | –             |
| Босанци     | 4 (2,500%)   | –             |
| Југословени | –            | 4 (1,633%)    |
| Остали      | –            | 1 (0,408%)    |

1. 1 На пописима од 1971. до 1991. Бошњаци су пописивани углавном као Муслимани.